# كين تومسن
كين تومسن (بالإنجليزية: Ken Thompson)‏ اسمه الكامل كينيث تومسن أحد علماء الحاسوب البارزين الذين لهم الأثر الكبير في تطوير نظام يونكس.

## بداية حياته
ولدَ في 4 فبراير عام 1943 في نيو أورليانز، لويزيانا، الولايات المتحدة الأمريكية. حصل على شهادة البكالوريوس ودرجة الماجستير في مجال الهندسة الكهربائية، من جامعة كاليفورنيا في بيركلي.
عندما سُئل كيف تعلم البرمجة، قال «كنت دائما مفتون بالمنطق وحتى في الصف المدرسي عَملتُ على العمليات الحسابية فقط لأنها ساحرة.»
1960
حصل كين تومسن على درجة البكالوريوس في العلوم في عام 1965 ودرجة الماجستير عام 1966 في كل من الهندسة الكهربائية وعلوم الحاسوب من جامعة كاليفورنيا وبيركلي، حيث كان مستشار أطروحة الماجستير هو إلوين بيرليكامب.
تم توظيف كين تومسن في مختبرات بل في عام 1966، عمل مع دينيس ريتشي على نظام تشغيل، وعمل أيضاً على لغة برمجية باسم بون وأيضا صنع لعبة سُميت برحلة الفضاء، لاحقاً انسحبت مختبرات بل من العمل على النظام التشغيلي للاستمرار في تطوير لعبة رحلة الفضاء، تومسن وجد حاسوب صغير باسم PDP-7 وأعاد برمجة اللعبة عليه، في النهاية اتت أداة من تطوير تومسن وهي نظام تشغيل يونكس يعمل على جهاز PDP-7، فريق الباحثين في مختبرات بل أرشد كين تومسن ودينيس ريتشي، حيث طوروا نظام الملفات الهرمي ومفاهيم الحوسبة وواجهة متفصح الملفات ومترجم سطر الأوامر وبعض البرمجيات الصغيرة، في عام 1970 براين كيرنيغان اقتراح اسم «يونكس» تَوْرية على اسم «مالتيكس» بعد العمل الأولي على يونكس تومسن قرر إن يونكس يحتاج إلى لغة برمجة للنظام وأَنْشَأَ لغة بي وبعدها وأَنْشَأَ ريتشي لغة سي
أيضا عمل تومسن في التعبيرات النمطية، ثم طور نسخة معدلة من «كيد» والتي شملت التعبيرات العادية للبحث عن النص ولاحقا تومسن والمحرر «كيد» ساهموا في شعبية التعبيرات النمطية وأصبحت التعبيرات النمطية منتشرة في محرر نصوص «يونكس»، تقريبا جميع البرامج التي تعتمد على التعبيرات النمطية تستخدم جزء مما دونه تومسون.

## إنجازاته
في عام 1969، عمل تومسن في مختبرات بيل، مع دينيس ريتشي فكانا الصانعين الرئيسيين لنظامِ تشغيل يونكس. كتب لغة البرمجة بي، وشارك دينيس ريتشي في كتابة لغة برمجة سي، لغة البرمجة الأكثر شعبية واستخداماً في العالم. كتب أيضاً محرّر يونكس القياسي الأصلي ed.
حصل كين تومسن ودينيس ريتشي على جائزة تيورنج عام 1983 لجهودهم في تطوير نظرية أنظمة التشغيل عامة، نظام تشغيل يونكس على وجه الخصوص.
أسلوب تومسن للبرمجة أَثّرَ على الآخرين، بشكل خاص في تعبيراته الموجزة البليغة، وتفضيله للبيانات الواضحة.
أحيل كين تومسن على التقاعد من مختبرات بيل في الأول من ديسمبر/كانون الأول 2000م.

## وصلات خارجية
- الموقع الرسمي